# 8922 Kumanodake
8922 Kumanodake eller 1996 VQ30 är en asteroid i huvudbältet som upptäcktes den 10 november 1996 av den japanske amatörastronomen Tomimaru Okuni vid Nanyō-observatoriet. Den är uppkallad efter Zao Kumanodake i Japan.
Asteroiden har en diameter på ungefär 4 kilometer.